# Justus Blank
Justus Blank (Apeldoorn, 27 januari 1807 - Weesp, 10 januari 1892) was een Nederlands organist.
Hij werd geboren binnen het gezin van Jan Blank en Justina Hoop. Broer Dirk Blank (1805-1827) was onderwijzer en organist te Coevorden. Justus Blank was getrouwd met Marie Petronella Birkenfelt.
Hij was eerst organist van de Oude of Pelgrimvaderskerk te Delfshaven. In die hoedanigheid testte hij ook het nieuwe orgel van Kam & van der Meulen in de RK-kerk aldaar. Hij trad in 1840 aan als organist/beiaardier van de Laurenstoren in Weesp; hij zou die functie vijftig jaar bekleden. In aanvulling op die werkzaamheden moest hij tevens reparaties aan dat orgel (laten) verrichten en gaf hij muzieklessen op piano, orgel, viool en dwarsfluit. Dat alles tegen een vergoeding van 250 gulden per jaar. Voorts organiseerde hij concerten en gaf leiding aan een aantal muziekgezelschappen (koor Euphonia, liedertafel Con Amroe en orkest Philomele).
Van zijn hand verscheen Variations sur l’air favori; Je suis le Petit tambour pour piano (1831, Plattner).